# Mérleg (folyóirat)
A Mérleg – lapok és könyvek szemléje című évnegyedes periodikum.
A folyóiratot emigráns magyar katolikusok, a Magyar Pax Romana – Katolikus Magyar Egyetemi Mozgalom (KMEM, amely később a Katolikus Magyar Értelmiségi Mozgalom nevet vette fel) tagjai a második vatikáni zsinat utolsó évében alapították Münchenben. A „zakózsebre” tervezett folyóirat a bécsi Herder Kiadó gondozásában jelenik meg, az első szám 1965 áprilisában.

## Az alapítók
A Mérleg szerkesztéséért kezdetben Boór János tudományfilozófus, a müncheni Filozófiai Főiskola előadó tanára felelt. Főmunkatársai voltak még Szabó Ferenc SJ (Rómában élő teológus, irodalmár, a Vatikáni Rádió magyar tagozatának vezetője, 1994-től a Távlatok főszerkesztője) és Weissmahr Béla SJ (filozófus, a müncheni Filozófiai Főiskola tanára) jezsuita szerzetesek.

## A lap célja
Az alapítók célja az volt, hogy a második vatikáni zsinaton és az ökumenikus mozgalom hatására megújult katolikus gondolkodás, a türelem és a párbeszéd szellemében, továbbá az európai eszme jegyében, nyugati teológiai, filozófiai, természet- és szellemtudományi tanulmányok és könyvek fordításával, illetve ismertetésével közvetítsék hazafelé a nyugati szellemi fejlődés világnézetileg fontos eredményeit, a világegyház szellemi alakulásának, fejlődő interdiszciplináris párbeszédkultúrájának eseményeit. E cél érdekében a Mérleg folyóirat kiemelkedően fontos egyházi megnyilatkozások ismertetésén és értékelésén túl egyebek közt a katolikus hitértelmezés különböző területeiről közöl szemléket és tanulmányokat.
A Mérleg következetesen tartózkodott a napi, főleg az emigrációs politikától. Ennek következtében be is juthatott az anyaországba (1969-től hivatalosan a Magyar Postán keresztül is megrendelhető) és esetenként a szomszédos államokba. A rendszerváltozás után is megmaradt érvényes és a hazai sajtóban hézagpótló célként a Mérleg számára a zsinati gondolkodás, az ökumenizmus, a tudományközi párbeszéd, a tolerancia, a zsidó–keresztény humanizmus, a demokratizálódás, a modernizálódás és az európai integráció szolgálata.
A Mérleg 1990 után fokozatosan Magyarországra költözött. Előbb a szerkesztés, majd a kiadás és terjesztés, végül a laphoz kapcsolódó portál is Magyarországra települt. A kiadói jogokat jelenleg az e célra létrehozott Mérleg Egyesület (nonprofit szervezet) gyakorolja, és igyekszik évről évre előteremteni a Mérleg fennmaradásához szükséges összeget, elsősorban támogatások gyűjtése, pályázatok révén.

## Megjelenés és közönség
A lapnak kiterjedt olvasói, előfizetői köre van, amely jelentősnek mondható számban kiterjed a határon túli magyarságra, illetve a nyugati szórványmagyarságra is. A Mérleg évente négy számmal, számonként 120 oldalon, 9 ív terjedelemben, 1500 példányban jelenik meg.

## Munkatársak
A Mérleg története során főmunkatársai között tudta Endreffy Zoltán filozófust (1989-2005), aki haláláig jelentős részt vállalt az egyes lapszámok előkészítéséből, (Harmathné Szilágyi Annát), a Corvina Kiadó művészeti szerkesztőjét (olvasószerkesztő 1997–2004), Mártonffy Marcell irodalomtörténészt (1998/3. számtól, majd 2004/3. számtól főszerkesztő), Katus László történészt (1998/4. számtól), Dömötörfi Tibort (aki 1998 óta ellátja a korrektori munkát), a München közelében élő Balogh Vilmos Szilárd matematika-fizika szakos gimnáziumi tanárt, egyetemi oktatót (1999-től) és Petrás Éva történészt (2006-tól).
Szerkesztőségi titkár Kalniczky Imre (Bécs), majd Richly András (Budapest), őt követően Melegh Erzsébet (Budapest).
2004-ben, négy évtizednyi szolgálata után a Münchenben élő Boór János visszavonult a főszerkesztői feladatoktól, de továbbra is a Mérleg főmunkatársa, a szerkesztés aktív segítője maradt.
2005-ben tragikus hirtelenséggel egymás után meghalt a Mérleg két hűséges filozófus-munkatársa: február 23-án Endreffy Zoltán, április 28-án pedig Weissmahr Béla SJ.
A 2006/1-es számtól megújult a Mérleg külseje. Az arculattervező ekkortól Schmal Károly festőművész, grafikus.

## Díjak, elismerések
2002. november 22-én Boór János a Magyar Köztársaság Elnökének Érdemérme kitüntetésben, 2008. március 15-én a Magyar Köztársasági Érdemrend lovagkeresztje kitüntetésben részesült.
2003. március 15-én a Mérleg Szabad Sajtó-díjban részesült „a keresztény eszmeáramlatokról és a hitéletről szóló, tolerancián alapuló tájékoztatásért”.

## Külső hivatkozások
- Honlap